# Zaidpur
Zaidpur è una suddivisione dell'India, classificata come nagar panchayat, di 30.065 abitanti, situata nel distretto di Barabanki, nello stato federato dell'Uttar Pradesh. In base al numero di abitanti la città rientra nella classe III (da 20.000 a 49.999 persone).

## Geografia fisica
La città è situata a 26° 49' 60 N e 81° 19' 60 E e ha un'altitudine di 108 m s.l.m..

## Società

### Evoluzione demografica
Al censimento del 2001 la popolazione di Zaidpur assommava a 30.065 persone, delle quali 15.574 maschi e 14.491 femmine. I bambini di età inferiore o uguale ai sei anni assommavano a 5.825, dei quali 3.091 maschi e 2.734 femmine. Infine, coloro che erano in grado di saper almeno leggere e scrivere erano 10.279, dei quali 6.680 maschi e 3.599 femmine.